# Globo Celeste

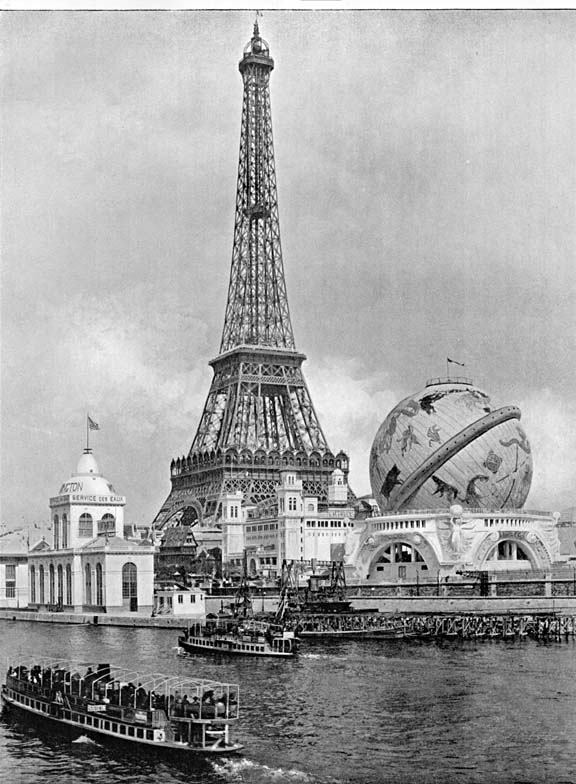
Foto a través del río Sena en la que se ve el Globo Céleste junto a la Torre Eiffel.

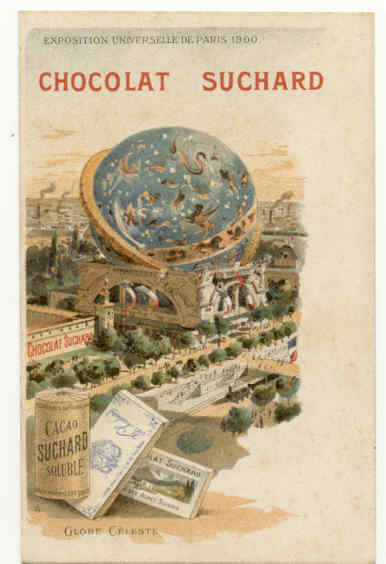
Postal de Suchard, una marca suiza de chocolate.

El Globo Céleste fue un icono de la Exposición Universal de 1900 en París. Se construyó en forma de gran globo que situaron cerca de la Torre Eiffel. Tenía forma de esfera color azul y dorado, de 45 metros de diámetro, en la que estaban pintadas las constelaciones y los signos del zodíaco. 
La esfera descansaba sobre una base de unos 18 metros de altura, formada por cuatro pilares de mampostería que en su interior albergaban escaleras y ascensores, dando acceso a una terraza cubierta de flores en la parte superior del globo que estaba "con sillones para viajeros-espaciales: los espectadores podían reclarse en los sillones mientras veían pasar panorámicas que mostraban el sistema solar." 